# Ach, lieben Christen, seid getrost, BWV 114

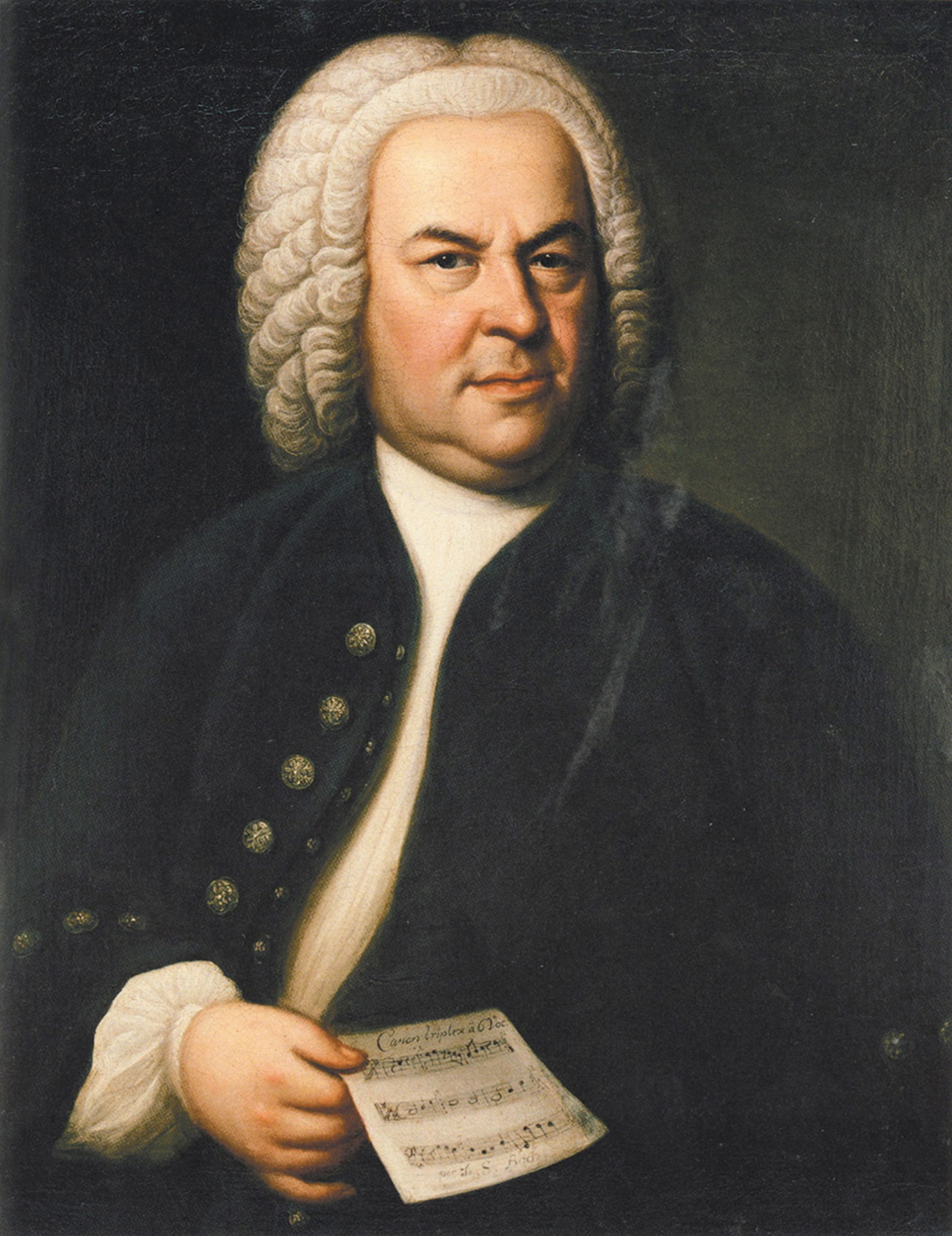
Johann Sebastian Bach, compositor de la cantata.

Ach, lieben Christen, seid getrost, BWV 114 (en español, Oh, queridos cristianos, sed consolados) es una cantata de iglesia compuesta por Johann Sebastian Bach en Leipzig para el decimoséptimo domingo después de la Trinidad y la interpretó por primera vez el 1 de octubre de 1724.
Bach creó la obra como parte de su segundo ciclo anual de cantatas cuando era Thomaskantor (director de música) en Leipzig. Ese ciclo fue planeado como un ciclo de cantatas corales para todos los eventos del año litúrgico. Ach, lieben Christen, seid getrost se basa en un himno de penitencia de Johannes Gigas de 1561. Un poeta desconocido mantuvo tres estancias en su forma original, que Bach estableció como una fantasía coral de apertura, un cuarto movimiento central con la soprano acompañada sólo por el bajo continuo, y un coral de cierre de cuatro partes como séptimo movimiento. El poeta reformuló las otras estancias como arias y recitativos, incluidas referencias al evangelio prescrito sobre la curación de un hombre con hidropesía. Bach compuso la cantata para cuatro partes vocales y un conjunto instrumental barroco de una trompa para reforzar la melodía coral, flauta travesera, dos oboes, cuerdas y bajo continuo.

## Historia y texto

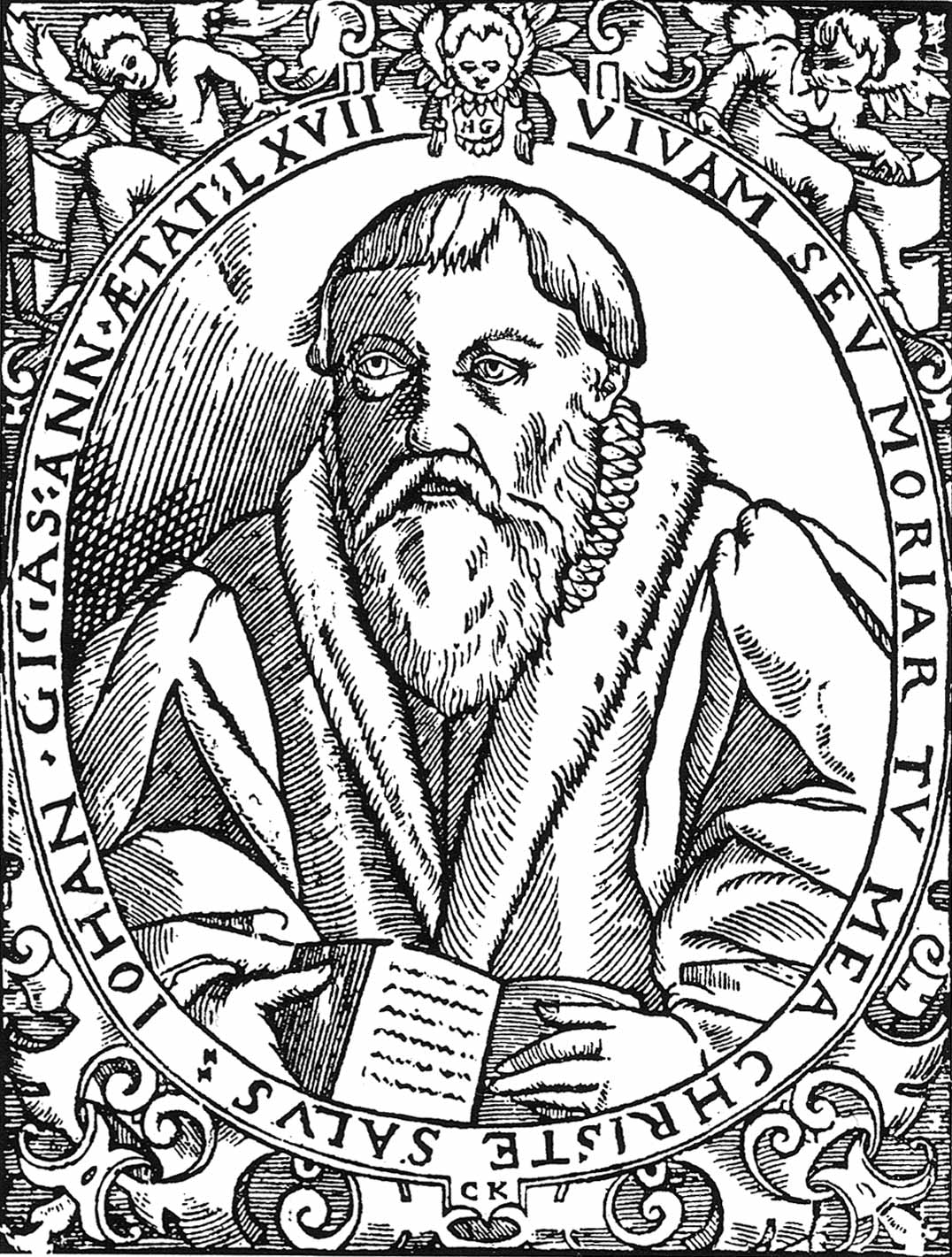
El texto de la cantata se basa en una canción de penitencia de 1561 de Johannes Gigas.

Bach compuso la cantata en su segundo año como Thomaskantor (director de música) en Leipzig para el decimoséptimo  domingo después de Trinidad. Ese año, compuso un ciclo de cantatas corales, que comenzó el primer domingo después de la Trinidad de 1724. Las lecturas prescritas para el domingo fueron de la Epístola a los efesios, la advertencia de mantener la unidad del Espíritu (Efesios 4:1-6), y del Evangelio de Lucas, sanación de un hombre con hidropesía en el Sabbat (Lucas 14:1-11).
La cantata se basa en una canción de penitencia de 1561 en seis estancias, «Ach, lieben Christen, seid getrost», de Johannes Gigas, cantada con la melodía de «Wo Gott der Herr nicht bei uns hält». El himno se relaciona sólo de forma lejana con las lecturas, concentrándose en el pensamiento de que los cristianos pecan y merecen el castigo, pero pueden elevarse al gozo en una «seliger Tod» (muerte bendita). Un poeta desconocido mantuvo la primera, tercera y sexta estancias como movimientos uno, cuatro y siete de la cantata. Derivó los movimientos segundo y tercero, aria y recitativo, de la segunda estancia, el quinto movimiento, otra aria, de la estancia cuarta, y el último recitativo de la estancia quinta. En el terver movimiento, se desvió del texto de la canción, expandiendo en conexión con el evangelio que el pecado en general es comparable a la hidropesía, «diese Sündenwassersucht ist zum Verderben da und wird dir tödlich sein» (esta hidropesía pecaminosa conduce a la destrucción y será fatal para ti), y alude a la caída de Adán, causada por la exaltación propia en la búsqueda prohibida de ser como Dios, «Der Hochmut aß vordem von der verbotnen Frucht, Gott gleich zu werden» (El orgullo comió primero el fruto prohibido, para ser como Dios).
Bach interpretó la cantata por primera vez el 1 de octubre de 1724, sólo dos días después de la primera interpretación de su cantata coral Herr Gott, dich loben alle wir, BWV 130, en la festividad de San Miguel, el 29 de septiembre de 1724.

## Estructura y partitura
Bach estructuró la cantata en siete movimientos. La melodía coral se utiliza en los movimientos primero, cuarto y séptimo, como una fantasía coral, un coral cantado por una voz solista y una coral final de cuatro partes. Estos tres movimientos enmarcan dos conjuntos de aria y recitativo. Compuso la obra para cuatro solistas vocales (soprano (S), alto (A), tenor (T) y bajo (B)), un coro de cuatro partes y un conjunto instrumental barroco de trompa (Co) para doblar la soprano, flauta travesera (Ft), dos oboes (Ob), dos violines (Vl), viola (Va) y bajo continuo. El título de la partitura autógrafa dice: «Dom: 17 post Trin: / Ach lieben Xsten seyd getrost / a 4 Voc: / Corno / 2 Hautbois / 2 Violini / Viola / con / Continuo / di / Sign:JS:Bach»
En la siguiente tabla de movimientos, las tonalidades y compases se toman del experto en Bach Alfred Dürr, y se utiliza el símbolo del tiempo común (). Los instrumentos se muestran por separado para metales, maderas y cuerdas, mientras que no se muestra el bajo continuo, ya que toca en todo momento.
| N.º | Título                                | Texto   | Tipo       | Vocal | Metales | Cuerdas | Maderas | Tonalidad  | Tiempo            |
| --- | ------------------------------------- | ------- | ---------- | ----- | ------- | ------- | ------- | ---------- | ----------------- |
| 1   | Ach, lieben Christen, seid getrost    | Gigas   | Coro       | SATB  | Co      | 2Vl Va  | 2Ob     | sol menor  | cuatro por cuatro |
| 2   | Wo wird diesem Jammertale             | anónimo | Aria       | T     |         |         | Ft      | re menor   | 3 4               |
| 3   | O Sünder, trage mit Geduld            | anónimo | Recitativo | B     |         |         |         |            | cuatro por cuatro |
| 4   | Kein Frucht das Weizenkörnlein bringt | Gigas   | Coral      | S     |         |         |         | sol menor  | cuatro por cuatro |
| 5   | Indes bedenke deine Seele             | anónimo | Aria       | A     |         | 2Vl Va  | Ob      | si ♭ mayor | cuatro por cuatro |
| 6   | Sein Wort, sein Tauf, sein Nachtmahl  | anónimo | Recitativo | T     |         |         |         |            | cuatro por cuatro |
| 7   | Wir wachen oder schlafen ein          | Gigas   | Coral      | SATB  | Co      | 2Vl Va  | 2Ob     | sol menor  | cuatro por cuatro |

## Música

### «Ach, lieben Christen, seid getrost»
En la fantasía coral de apertura, «Ach, lieben Christen, seid getrost» (Oh, queridos cristianos, sed consolados), Bach expresa dos pensamientos del texto, consuelo y miedo, contrastando temas que aparecen simultáneamente en los instrumentos: un tema asertivo se deriva de la melodía y lo interpretan los dos oboes y los primeros violines, uno «ansioso» en los segundos violines y el bajo continuo. La soprano canta la melodía como un cantus firmus, doblada por la trompa, mientras que las voces más graves se establecen en parte en imitación expresiva, en parte en homofonía. Se tratan de manera diferente para reflejar el significado del texto. El experto en Bach Klaus Hofmann compara el movimiento con la apertura de la cantata Jesu, der du meine Seele, BWV 78, escrita tres semanas antes: ambas son «una especie de chacona» en sol menor, con un bajo en «estilo francés» como «la expresión de duelo y lamentación».

### «Wo wird diesem Jammertale»
El primer aria está configurada para tenor con una flauta virtuosa, «Wo wird in diesem Jammertale» (Dónde, en este valle de aflicciones). Contrasta de nuevo la pregunta ansiosa «Wo wird ... vor meinen Geist die Zuflucht sein?» (¿Dónde ... está el refugio de mi espíritu?) y la confiada «Allein zu Jesu Vaterhänden will ich mich in der Schwachheit wenden» (Sin embargo, a las manos paternales de Jesús me volveré en mi debilidad), la pregunta ansiosa vuelve en forma da capo.

### «O Sünder, trage mit Geduld»
El primer recitativo, «O Sünder, trage mit Geduld» (Oh pecador, ten paciencia), comienza secco, pero expresa las palabras contrastantes «erhebst» (exaltar) y «erniedrigt» (humillado) del Evangelio como un arioso.

### «Kein Frucht das Weizenkörnlein bringt»
La estrofa coral, «Kein Frucht das Weizenkörnlein bringt» (El grano de trigo no da fruto), se establece para la soprano, acompañada sólo por el bajo continuo. En su «crudeza del coral sin adornos», es la pieza central de la cantata.

### «Du machst, o Tod, mir nun nicht ferner bange»
El aria alto, «Du machst, o Tod, mir nun nicht ferner bange» (No me preocupes mas, oh muerte), es el único movimiento de la cantata en tonalidad mayor. Un cambio a menor en las palabras «Es muß ja so einmal gestorben sein» (Un día, de hecho, uno debe morir) es aún más sorprendente.

### «Indes bedenke deine Seele»
Un recitativo final «Indes bedenke deine Seele» " (Por tanto, considera tu alma) invita a volver en cuerpo y alma a Dios.

### «Wir wachen oder schlafen ein»
La cantata termina con una configuración de cuatro partes de la melodía coral, «Wir wachen oder schlafen ein» (Si nos despertamos o nos dormimos ), que expresa «confianza en Dios».